# Паула Силва, Родриго Жуниор
Родриго Жуниор Паула Силва (порт. Rodrigo Junior Paula Silva, 25 декабря 1992), более известный как Дига́н (порт. Digão), — бразильский футболист, защитник клуба «Бурирам Юнайтед».

## Биография
Диган выступал за «Флуминенсе» в период с 2009 по 2013 год. Он дебютировал за клуб в ничейном матче с «Наутико», в котором он вышел в стартовом составе и отыграл все 90 минут. В Серии А 2011 Диган провёл 10 игр за «Флуминенсе», отличившись одним забитым мячом. Во время того же сезона он был вынужден пропустить из-за травмы три месяца. 2 ноября 2011 года Диган подписал контракт, продливавший его нахождение в клубе до декабря 2013 года. 2 июня 2013 года он сделал дубль в поединке с «Крисиумой».
В декабре 2013 года Диган перешёл в саудовский клуб «Аль-Хиляль» за сумму в 6,5 миллионов £. В саудовской команде также играл его бывший одноклубник Тиаго Невес.
Летом 2016 года Диган подписал контракт с эмиратским клубом «Шарджа». В 2017 году вернулся на родину, став игроком «Крузейро». В 2018 году вернулся во «Флуминенсе».

## Достижения
- Чемпион Бразилии (2): 2010, 2012
- Чемпион Кубка Бразилии (1): 2017
- Чемпион штата Рио-де-Жанейро (1): 2012
- Чемпион штата Минас-Жерайс (1): 2018
- Обладатель Кубка короля Саудовской Аравии (1): 2015
- Обладатель Кубка наследного принца Саудовской Аравии (1): 2015/16
- Обладатель Суперкубка Саудовской Аравии (1): 2015